# Hellenic Shipyards
Hellenic Shipyards (griechisch Ελληνικά Ναυπηγεία Σκαραμαγκά) ist eine Schiffswerft in Skaramagas bei Athen in Griechenland. In der größten Werft des östlichen Mittelmeers werden neben Schiffen und U-Booten in Zusammenarbeit mit der Bombardier Transportation und Siemens auch Triebwagen für Eisenbahnen gefertigt.

## Geschichte

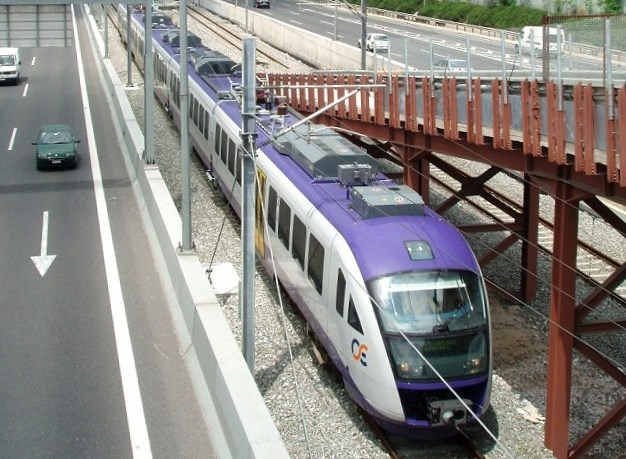
Von Hellenic Shipyards gefertigter Triebzug der griechischen Staatsbahn OSE

An der Stelle der heutigen Werft befand sich ab 1939 eine kleine Werft, die Kriegsschiffe für die Griechische Marine fertigte. 1952 erwarb der Reeder-Tycoon Stavros Niarchos das Gelände und gründete die Hellenic Shipyards. Über 9000 Schiffe wurden repariert oder gebaut, davon 170 für die United States Navy. Ab den 1980er Jahren wurde auch mit der Fertigung von Schienenfahrzeugen begonnen. 2002 erwarb die deutsche HDW-Gruppe das Unternehmen, die schließlich von ThyssenKrupp übernommen wurde.
Hellenic Shipyards ist auch in der Fertigung von Schienenfahrzeugen tätig, zunächst für die U-Bahn Athen, anschließend der OSE-Baureihe 460, die von Siemens Mobility entwickelt wurde und auf dem Desiro-Konzept basiert.
Im Januar 2008 erhielt das Unternehmen von Hochtief zum ersten Mal einen Auftrag zur Fertigung einer Bohrplattform. Im März 2010 wurde bekannt, dass Abu Dhabi MAR 75 % der Anteile an Hellenic Shipyards von ThyssenKrupp Marine Systems (TKMS) übernommen hat; 24,9 % verblieben bei ThyssenKrupp.
In den Jahren 1996 bis 2002 hatte Hellenic Shipyards auf Grund erheblicher finanzieller Schwierigkeiten von der griechischen Regierung und der Staatsbank ETVA wiederholt Subventionen erhalten. Die Europäische Kommission stellte hierzu im Jahr 2008 fest, dass diese Hilfen illegal gewesen seien. Es entstand ein Rechtsstreit, da die griechische Regierung eine Rückzahlung der Hilfsleistungen zunächst nicht akzeptieren wollte, da es sich bei Hellenic Shipyards um einen der wichtigsten Produzenten militärischer Ausrüstung für die griechische Marine handelte und die Regierung somit ihre nationalen Sicherheitsinteressen gefährdet sah. Im Jahr 2010 akzeptierte die Kommission einen Kompromissvorschlag, der einen Verzicht auf eine vollständige Rückzahlung der Hilfsleistungen im Gegenzug für einen Verkauf der zivilen Bereiche des Unternehmens und einen 15-jährigen Bann auf alle nicht-militärischen Aktivitäten vorsah. Der Verkauf des privaten Sektors fand jedoch bis 2018 nicht statt, die griechische Regierung ernannte daraufhin im März des Jahres einen Sonderverwalter für die Werft. Dieser erhielt die Aufgabe, den privaten und den militärischen Teil des Unternehmens nunmehr vollständig voneinander zu trennen und zu veräußern. Für den militärischen Sektor wurden hierbei nur Interessenten aus anderen NATO-Mitgliedsstaaten in Betracht gezogen. Zu diesem Zeitpunkt schuldete Hellenic Shipyards seinen Kreditoren einen Gesamtbetrag in Höhe von etwa 6,67 Mrd. €.
Ein erster Versteigerungsversuch im Dezember 2020 schlug fehl. Der einzige ernstzunehmende Bieter, das Unternehmen Pyletech des Schiffsinvestors Theodore Priovolos bot rund 15 Millionen Euro, was von den Kreditoren – die ein Mindestgebot von 55 Mio. Euro forderten – als zu niedrig abgelehnt wurde; das Unternehmen ONEX, Betreiber der Neorion-Werft in Ermoupoli auf der Insel Syros, bot sogar nur die eher symbolische Summe von 1 Mio. Euro. Im zweiten Anlauf wurde die Werft im Juli 2021 für über 37 Mio. Euro an das Unternehmen Milina Enterprises des griechischen Reeders George Prokopiou versteigert. Auf den Einspruch der Gemeinde Chaidari hin, die unter anderem um den freien Zugang zur Küste fürchtete, stoppte der Staatsrat, das Oberste Verwaltungsgericht Griechenlands, im Dezember 2021 den Eigentümerwechsel vorläufig, erklärte sich aber im Mai 2022 für nicht zuständig, da es sich um eine zivilrechtliche Angelegenheit handle.
Damit wurde der Weg für das Verfahren zur Eigentumsübertragung frei.

## Kapazität
Sie ist die größte Werft Griechenlands und eine der größten des Mittelmeers. 18 Schiffe können gleichzeitig bearbeitet werden.